# غلامرضا عدل
غلامرضا عدل، پسر یوسف عدل، در ۱۲۸۵ از پدر و مادری تبریزی در مشهد به دنیا آمد. وی در شانزده سالگی برای تحصیلات به فرانسه رفت. دبیرستان را در مدرسه ژانسون دوسایی پاریس به پایان برد و درجه دکتری در رشته کشاورزی را از دانشگاه گرینیون اخذ کرد. پس از فراغت از تحصیل در بازگشت به کشور، در دوره ۱۸ مجلس شورای ملی از تبریز به نمایندگی برگزیده شد. وی در دوره‌های ۱۹، ۲۱، ۲۲، ۲۳ و ۲۴ مجلس شورای ملی نیز نماینده تبریز در آن مجالس بود. وی برادر یحیی عدل می‌باشد.